# 李福升
李福升（1951年—），吉林镇赉人，汉族，中华人民共和国政治人物、第十一届全国人民代表大会吉林地区代表。
毕业于吉林省委党校党政管理专业。加入中共，担任吉林省人大农业与农村委员会主任委员。2008年起担任全国人大代表。